# Gemeindeunterricht
Der Gemeindeunterricht ist ein Angebot verschiedener Freikirchen für Jugendliche im Alter von 12 bis 14 Jahren. Er findet in der Regel über einen Zeitraum von zwei bis drei Jahren wöchentlich oder zweiwöchentlich statt. Die Teilnahme ist freiwillig, wobei aber eine gewisse Verbindlichkeit erwartet wird. Andere Bezeichnungen für den Gemeindeunterricht sind Religionsunterricht, Biblischer Unterricht oder (besonders in Mennonitengemeinden) Taufunterricht.

## Inhalte
Eindeutiger Schwerpunkt des Gemeindeunterrichts ist die Vermittlung biblischen Wissens. Daneben geht es um Kirchengeschichte in freikirchlicher Sicht, praktische Hilfen zum Glaubensalltag, Gebet, Bibellektüre und christlicher Lebensvollzug bzw. christliche Ethik, sowie den Zusammenhang von Bekehrung, Glaube und Taufe. Praktische Einsätze im diakonischen und missionarischen Bereich ergänzen den Lehrstoff.  Auch konfessionskundliche Themen gehören zum Lehrplan des Gemeindeunterrichts. Freizeiten und gemeinsame Exkursionen vertiefen die Gemeinschaft untereinander. Die einzelnen Freikirchen stellen für den Gemeindeunterricht jeweils eigens Lehrmaterial zur Verfügung. Die Evangelisch-Freikirchlichen Gemeinden verwenden zum Beispiel das Lehrbuch Mit Kopf, Herz und Hand, das der Oncken-Verlag, Kassel herausgegeben hat.

## Entlassung aus dem Gemeindeunterricht
Am Ende des Gemeindeunterrichts steht eine besondere gottesdienstliche Feier, in der die Schüler und Schülerinnen des Gemeindeunterrichts mit persönlichen Bibelworten und unter Segensgebeten entlassen werden. Es erfolgt weder eine automatische Aufnahme in die Kirchengemeinde noch eine Taufe am Ende des Gemeindeunterrichts.

## Adressaten des Angebots
Das Angebot des Gemeindeunterrichtes richtet sich an alle Jugendlichen in der genannten Altersspanne, die mehr über die Grundlagen des christlichen Glaubens erfahren wollen. Die Teilnahme  ist unabhängig sowohl von der eigenen als auch von der Konfession der Eltern. Die Entlassung aus dem Gemeindeunterricht ist deshalb auch nicht der Konfirmation beziehungsweise der Firmung vergleichbar. Sie will unter keinen Umständen die persönliche Entscheidung, als Christ zu leben, vorwegnehmen oder erzwingen und setzt deshalb weder die Taufe voraus, noch fordert sie ihren Vollzug.